# Gobipteryx
Gobipteryx là một chi chim tiền sử vào thời kỳ tầng Campan của Creta muộn.